# アスクレピウス (小惑星)
アスクレピウス (4581 Asclepius) は、地球までの距離が最短60万 kmまで近づくことのあるアポロ群に属する小惑星である。1989年、アメリカの天文学者ヘンリー・E・ホルトとノーマン・G・トーマスによって発見され、ギリシア神話の医神アスクレピオス (Asklepios) に因んで名付けられた。
1989年3月22日にアスクレピウスは地球から僅か70万kmの距離を通ったため、メディアの関心を集めた。このサイズの小惑星が地球に衝突すれば、その威力たるは広島型原爆約430万発相当であろうと試算される。後の観測でいくつかある地球近傍小惑星のうち大きいものの一つであることがわかり、地球に当たりそこなったものの、2～3年に一度地球近傍に来ることが明らかにされた。「宇宙レベルの危機一髪」とヘンリー・ホルトは語った。